# Duka
Duka község Vas vármegyében, a Celldömölki járásban.

## Fekvése
A Balatontól mintegy 45 kilométerre északra fekszik, a 8-as és a 84-es főutak kereszteződése közelében.
A közvetlenül határos települések: észak felől Kissomlyó, kelet felől Jánosháza, dél felől Keléd, délnyugat felől Bögöte, nyugat felől pedig Vashosszúfalu.
Főutcájaként a 8436-os út húzódik rajta végig, központját az köti össze mindkét említett főúttal és Kissomlyóval is.
Vasútvonal nem érinti; a legközelebbi vasúti csatlakozási lehetőséget a Boba–Bajánsenye-vasútvonal Jánosháza megállóhelye kínálja, néhány kilométerre keletre.

## Nevének eredete
Nevét a szláv, Duca (ispán, hivatal) szóból eredőnek tartják.

## Története
277 lakosú többutcás, szalagtelkes, soros beépítésű település. Nevét az oklevelekben 1290-ben említették először Dwka alakban. Jellemzően kisnemesi falu volt. 1768-ban 8 család birtokait írták össze (közülük négy Dukai Takách). A török korban először Fehérvárra, majd Kanizsára fizettek adót, a hódolást 1638-ban fejezték be.

## A falu határában fekvő egykori települések

### Bocsor
Az egykori település a mai Duka határának keleti részén feküdt, majd a 17. században elpusztult. A települést 1393-ban említették először az oklevelekben Bochor néven, nevét személynévből származónak tartják. A középkorban, kisnemesi falu volt, mely 1598-ban és 1610-ben a fehérvári törököknek hódolt. 1690-ben már, mint hosszú évekkel azelőtt elpusztult települést tartották nyilván.

### Fenyér
A mára már elpusztult falu a község határában a Keléd felé vezető út oldalában húzódott. Első említése 1397-ből származik, ekkor Fenyr alakban volt említve, mint egytelkes nemesek által lakott település. 1599-ben azonban már elhagyottként tartották számon, bár még egy nemes élt itt. Ezután az 1726. évi utolsó említéséig már csak pusztaként volt említve. Egykori létét látszik bizonyítani, hogy Zádor György (Stettner György) írói nevét, a Fenyéri Gyulát ettől a dűlőtől kölcsönözte.

## Itt születtek, itt éltek
- Dukai Takách Judit, az első magyar költőnők egyike, itt született 1795. augusztus 9-én és itt élt hosszabb ideig, Berzsenyi Dániel sógornője volt. Versei főleg kéziratos formában terjedtek. 1976-ban avatott emléktáblája nem a szülői házon látható.

- Zádor György író, irodalomtörténész, ügyvéd, a MTA tagja itt született 1799. július 3-án.

- Erdélyi János filmrendező itt született 1955-ben  - 1982-ben szerzett felsőfokú diplomát a Szombathelyi Tanárképző Főiskola népművelés- történelem szakán. Évekig újságíróként dolgozott. 1984 óta készít filmeket. Filmjeiben a párthatalom ellen lázadó falusiakról, az 56-os sortüzet túlélőkről, a kacsaól alatt hat évig kitartó katonáról, az Auschwitzból hazatért zsidóról, a templomot építő cigányokról, a gulágokat túlélő erdélyi ötvenhatosokról, a csetnik mészárlást elszenvedő magyarokról vagy az évszázad árvizével küzdő tiszaiakról szólnak.

## Közélete

### Polgármesterei
- 1990–1994: Kardos Árpád (független)[3]
- 1994–1998: Kardos Árpád (független)[4]
- 1998–2002: Németh Marianna (független)[5]
- 2002–2006: Németh Marianna (független)[6]
- 2006–2010: Kardos Árpád (független)[7]
- 2010–2014: Kardos Árpád (független)[8]
- 2014–2019: Molnár Zoltán László (független)[9]
- 2019–2024: Németh Dezső (független)[10]
- 2024– : Németh Dezső (független)[1]

## Nevezetességek
- Dukay-kúria - Hosszú, kilenctengelyes, kontyolt nyeregtetős épület, főhomlokzata középső részén az ereszpárkány fölé magasodó attikafalat emeltek, amelyre a család címere került.

- Bódi-ház, vagy korábbi birtokosai után Stettner-kúria - 1767-ben építették. Belül hosszú bolthajtásos folyosó húzódik, amelyből sorban nyílnak az egymással is összeköttetésben álló, szintén boltozott szobák. A szobákban nagyon szépen kialakított kályhafülkék voltak.

- Római katolikus temploma - Szűz Mária tiszteletének szentelték.

## Népesség
A település népességének változása:
| Lakosok száma | 219  | 211  | 210  | 214  | 219  | 228  | 231  |
|               | 2013 | 2014 | 2015 | 2021 | 2022 | 2023 | 2024 |

A 2011-es népszámlálás során a lakosok 90,1%-a magyarnak, 2,7% németnek mondta magát (9% nem nyilatkozott; a kettős identitások miatt a végösszeg nagyobb lehet 100%-nál). A vallási megoszlás a következő volt: római katolikus 44,8%, református 1,3%, evangélikus 30,5%, felekezet nélküli 0,9% (21,5% nem nyilatkozott).
2022-ben a lakosság 88,6%-a vallotta magát magyarnak, 3,2% németnek, 1,8% románnak, 1,4% lengyelnek, 0,5% cigánynak, 0,9% egyéb, nem hazai nemzetiségűnek (9,1% nem nyilatkozott; a kettős identitások miatt a végösszeg nagyobb lehet 100%-nál). Vallásuk szerint 32,9% volt római katolikus, 21,5% evangélikus, 2,3% református, 7,3% felekezeten kívüli (36,1% nem válaszolt).